# キキワン
キキワン（1971年12月17日 - ）は、日本のコスプレイヤー。神奈川県横須賀市出身。横須賀市追浜観光大使。

## 出演

### バラエティ
- TVチャンピオン（2005年12月8日、テレビ東京）- コスプレ王選手権優勝

### テレビアニメ
- デルトラクエスト（2008年1月5日、テレビ愛知発テレビ東京）- 声優ゲスト出演。